# Полихидрамнион
Полихидрамнион или хидрамнион је патолошко стање током трудноће, које карактерише вишком плодове воде која окружује фетус.

## Плодова вода
Као продукт лучења амниотичких ћелија (ћелија опни) крвних судова мајке и лучења бубрега плода настаје плодова вода или амнионска течност. У њој се налазе и елементи садржаја црева плода (меконијум) и отпале ћелије коже и слузокоже (верникс).
Садржај и састав плодова вода мења се током трудноже, јер се непрестано ресорбује преко унутрашње опне, што одржава количину и концентрацију плодове воде, која одговара старости трудноће. Највећа количина плодове воде је у четвртом месецу износи 1,0—1,5 литар. Са напредовањем трудноће смањује се количина плодове воде, тако да у седмом месецу њена количина је око 0,5 литар, а пред сам порођај 0,2 литара.

## Епидемиологија
Према неколико скорашњих студија, полихидрамнион се јавља у 0,2-1,6% свих трудноћа. Стопе су много веће код трудница које болују од дијабетеса или гестацијског дијабетеса.
Тамо где је полихидрамнион благ, основна абнормалност се налази у само 17% случајева, док је код умерених до тешких абнормалности учесталост расте на 91%. 
Такође постоји повезаност полихидрамниона са, већом старости мајке и феталном макросомијом.

## Етиологија
Повећана продукција плодове воде настаје ако фетус или трудница имају одређене здравствене проблеме током гестације који могу бити:
- гастроинтестиналних поремећаји (чир на дванаестопалачном цреву, атрезија једњака атрезијом, гас трошила и док јафрагмална кила;
- поремећаји у мозгу и нервном систему (аненцефалија и миотоничка дистрофија)
- ахондроплазија;
- Беквит-Видеманов синдром.
- слабо контролисан гестацијски облик шећерне болести;[6]
- заразне болести;
- болест бубрега;
- кардиоваскуларне болести;
- резус конфликт у мајке и детета.
- неке болести плућа детета.

Полихидрамион такође може бити повезан са повећаном продукцијом плодове воде у одређеним стањима као што су:
- више трудноћа (близанци, тројке, итд), код којих се може јавити синдром међублизаначке трансфузије
- едем фетуса (дете);
- велики плод;
- смањење екскреторних функцији фетуса;
- поремећај функције гутања (на крају трудноће, плод сваки дан троши око 4 литре плодове воде, која се у потпуности надокнађује сваких 3 сата);

- феталне малформације

Понекад и не постоји посебан разлог за појаву полихидрамниона.

## Клиничка слика
Клиничку слику карактерише увећање материце која је већа него што одговара њеној гестацијској старости.
Акутни облик
Код акутног полихидрамниона нагли пораст материце дешава се у току неколико дана. Главни симптоми су: бол у стомаку и крстима, осећај јаког растезања предњег трбушног зида, гађење, повраћање, отежано дисање, тахикардија.
Хронични облик.
У случајевима хроничног полихидрамниона пораст материце је постепен и јавља се у току неколико недеља. Главни симптоми су: сјајна кожа стомака, са слабије израженим венским цртежом, изражени симптоми притиска гравидне материце на околне органе (отежано дисање, отоци, цијаноза и убрзан рад срца).

## Компликације
У најћешће компликације спадају:
- већа учесталост спонтаних и превремених порођаја
- преурањена руптура мембране,
- абрупција плаценте,
- малпрезентација,
- постпартумско крварење и пролапс,
- већа учесталост царског реза.
- инфекција уринарног тракта мајке због повећаног притиска плода на уринарни систем,
- чешћа диспнеја због повећаног притиска на дијафрагму.

Такође постоји већи ризик од хипертензије у трудноћи.
Досадашња истраживања трудноћа са полихидрамнионом, установила су да су урођене малформације биле удружене са полихидрамнионом ккао независтним фактор ризика за малу порођајну тежину и већу феталну и неонаталну смртност.

## Прогноза
Док је само 17% трудноћа са блажим обликом полихидрамниона и без значајан проблема, ипак у осталим случајевима абнормалности изазивају теже проблеме у 91% случајева са умереним до тешким обликом полихидрамниона.
Лођа прогноза је повезана са тежим феталним или плацентним малформацијама. Тежина прогнозе је примарно зависна од озбиљности абнормалности. Што је полихидрамнион тежи, већа је вероватноћа да ће пронаћи његов основни узрок.